# Henryk Kietliński
Henryk Kietliński (ur. 6 listopada 1932 w Leszczydole Nowinach, zm. 4 marca 2017 w Warszawie) – polski duchowny rzymskokatolicki, pallotyn, doktor nauk humanistycznych, wyższy przełożony księży pallotynów w Polsce i na misjach.

## Życiorys
W okresie wojennym chodził do szkoły podstawowej w Leszczydole-Nowinach. W roku szkolnym 1945/46 rozpoczął naukę w Państwowym Koedukacyjnym Gimnazjum i Liceum w Wyszkowie nad Bugiem (ówczesna nazwa) czyli w dzisiejszym I Liceum Ogólnokształcące im. Cypriana Kamila Norwida w Wyszkowie. W 1949 wstąpił do Wyższego Seminarium Duchownego polskich pallotynów w Ołtarzewie.
W czasie okupacji służył w Szarych Szeregach – był w zastępie „Zawiszaków”, nosił pseudonim „Dąbek”.
Pierwsze śluby zakonne złożył w 1951, a święcenia kapłańskie przyjął w 1958.
Ukończył studia specjalistyczne w zakresie teologii pastoralnej i socjologii na Katolickim Uniwersytecie Lubelskim, zaś z teologii apostolstwa świeckich na Papieskim Uniwersytecie Laterańskim w Rzymie. W latach 1978–1984 pełnił funkcję prowincjała polskiej prowincji pallotynów. Był postulatorem procesów kanonizacyjnych ks. Józefa Jankowskiego i ks. Józefa Stanka oraz beatyfikacyjnych sześciu innych męczenników za wiarę, przy Kongregacji Spraw Kanonizacyjnych w Watykanie. Pełnił posługę kapelana wielu środowisk kombatanckich. Założyciel Instytutu Teologii Apostolstwa przy Akademii Teologii Katolickiej (obecnie UKSW). Przez wiele lat wykładał w WSD w Ołtarzewie.
W 2001 uzyskał stopień doktora na UKSW w Warszawie w dziedzinie nauki humanistyczne, dyscyplinie socjologia, specjalności socjologia religii.
Opublikował m.in. Moje dialogi z Janem Pawłem II, Blok–notes Muzeum Literatury im. Adama Mickiewicza oraz biografie pallotyńskich błogosławionych i sług Bożych.

## Odznaczenia, wyróżnienia
2 sierpnia 2009 roku został odznaczony przez prezydenta Lecha Kaczyńskiego Krzyżem Oficerskim Orderu Odrodzenia Polski, w maju 2012 roku awansował na stopień majora.
Odznaczony również Złotym Medalem „Za Zasługi dla Obronności Kraju” i Medalem „Pro Patria”.
W 2013 otrzymał odznakę „Zasłużony dla Warszawy” za wyróżniającą się działalność na rzecz stolicy.
20 marca 2003 roku nadano mu honorowe obywatelstwo Gminy Wyszków.

## Książki
- Moje dialogi z Janem Pawłem II
- Blok–notes Muzeum Literatury im. Adama Mickiewicza
- Błogosławiony ksiądz Józef Jankowski
- "Rudy": kapelan Czerniakowa bł. ks. Józef Stanek SAC
- Apostołowie najtrudniejszej ewangelizacji: ks. Franciszek Bryja, ks. Franciszek Kilian, br. Paweł Krawczewicz, ks. Norbert Jan Pellowski, ks. Jan Szambelańczyk